# اسکات دانکن

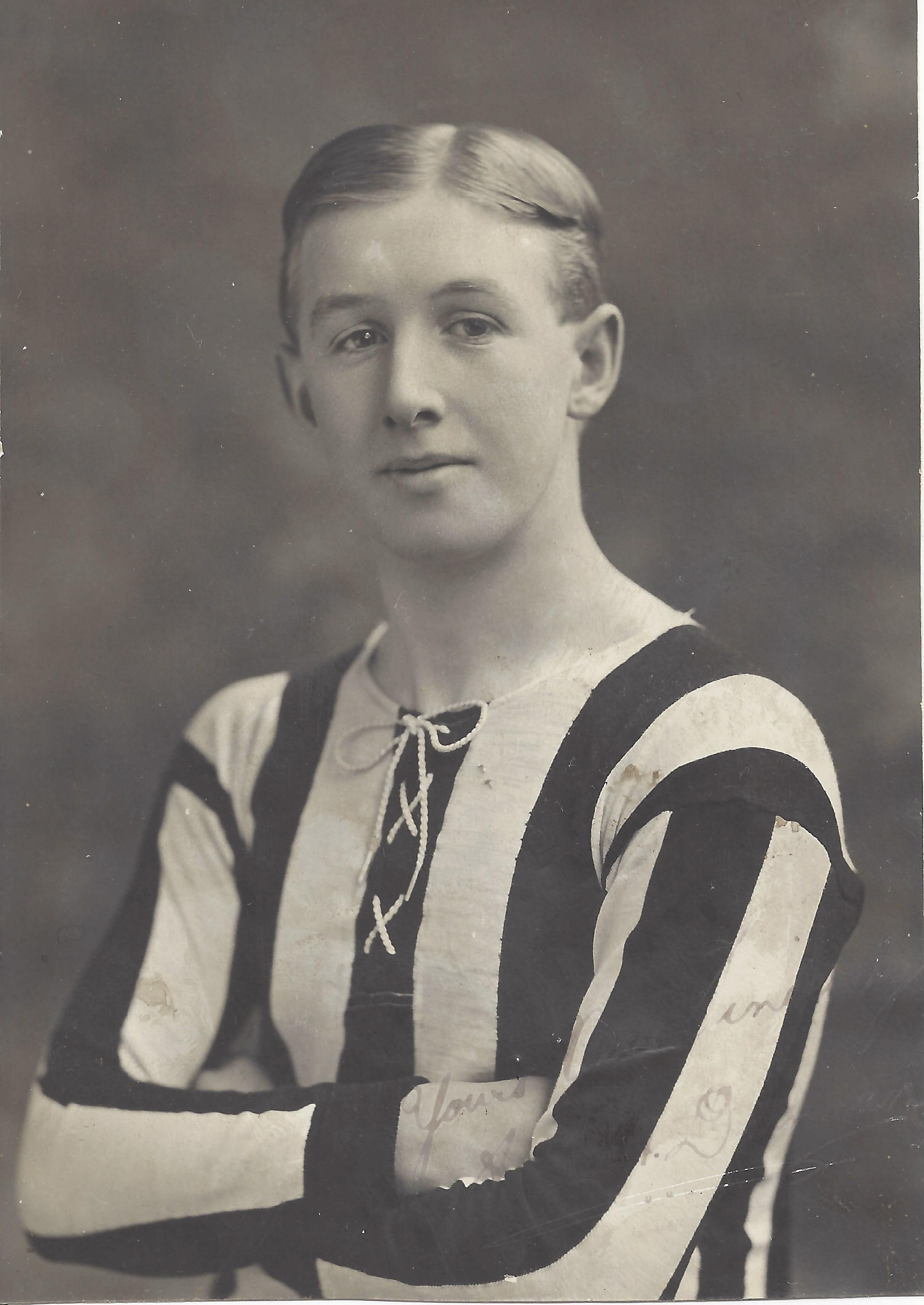
اسکات دانکن در سال ۱۹۰۸

آدام اسکات متسون دانکن (به انگلیسی: Adam Scott Mattheson Duncan) (زاده:۲ نوامبر ۱۸۸۸ - درگذشته:۳ اکتبر ۱۹۷۶) بازیکن فوتبال و مربی فوتبال اسکاتلندی بود.